# Kruševo (Obrovac)
Kruševo falu Horvátországban Zára megyében. Közigazgatásilag Obrovachoz tartozik.

## Fekvése
Zárától légvonalban 35, közúton 50 km-re keletre, községközpontjától légvonalban 3, közúton 10 km-re délnyugatra, Dalmácia északi részén és a Bukovica tájegység északi részén  fekszik. Településrészei: Donje és Gornje polje (Srida sela), Otišna, Brčić, Zevelinac, Uzdrage, Ribnica, Podgreda, Orljak, Kobljani, Kosmač, Bukovac, Drage stb.

## Története
Területén már az ókorban római település volt. Itt állt a liburnok által épített, majd a rómaiak által megerősített „Clambetae” erődje, melyet a nép Cvijina Gradinának nevez. Maradványai között még mindig felismerhetők az egykori utcakövek, egy Mars templom, a fürdő alapfalai, valamint különböző feliratok és faragott kövek töredékei. A középkorban itt állt a korbáviai grófok Otišina nevű vára. A horvátok ősei a 7. században telepedtek meg a területén. Első írásos említése a zárai Szent Krševan apátság oklevelében 1224. október 2-án történt. A környező településekkel együtt 1527-ben foglalta el a török. A törökök a várat megerősítették, de 1647-ben Franjo Posedarski gróf visszafoglalta. Ezt követően főként katolikus horvát lakosság telepedett itt le. A török kiűzése után 1797-ig a Velencei Köztársaság része volt. 1709-ben 659 lelket számláltak a településen. Plébániatemplomát 1700 körül építették. Plébániájának szolgálatát 1731-től a karini kolostor szerzetesei látták el. Hat falu, Bukovac, Drage, Karlovac, Kobljane, Orljak, Otišina és Podgreda hívei tartoztak hozzá. Miután a francia seregek felszámolták a Velencei Köztársaságot és a campo formiói béke értelmében osztrák csapatok szállták meg. 1806-ban a pozsonyi béke alapján az Első Francia Császárság Illír Tartományának része lett. 1815-ben a bécsi kongresszus újra Ausztriának adta, amely a Dalmát Királyság részeként Zárából igazgatta 1918-ig. A településnek 1857-ben 1044, 1910-ben 1775 lakosa volt. Az első világháború után előbb a Szerb-Horvát-Szlovén Királyság, majd Jugoszlávia része lett. A második világháború idején 1941-ben a szomszédos településekkel együtt Olaszország fennhatósága alá került. Az 1943. szeptemberi olasz kapituláció, majd német megszállás után visszatért Horvátországhoz, majd újra Jugoszlávia része lett. 1991-ben lakosságának 93 százaléka horvát, 6 százaléka szerb nemzetiségű volt. 1991-től szerb lakói csatlakoztak a Krajinai Szerb Köztársasághoz. 1991 októberében a bevonuló szerb felkelők a település legnagyobb részét a templommal együtt elpusztították. A Vihar hadművelet idején 1995 augusztusában a horvát hadsereg visszafoglalta a települést. Szerb lakossága elmenekült. A visszatérő horvátok újjáépítették falujukat, de néhány településrészen még ma sincs ivóvíz és aszfaltozott út.
A településnek 2011-ben 1112 lakosa volt.

## Lakosság
| Lakosság változása | Lakosság változása | Lakosság változása | Lakosság változása | Lakosság változása | Lakosság változása | Lakosság változása | Lakosság változása | Lakosság változása | Lakosság változása | Lakosság változása | Lakosság változása | Lakosság változása | Lakosság változása | Lakosság változása | Lakosság változása |
| ------------------ | ------------------ | ------------------ | ------------------ | ------------------ | ------------------ | ------------------ | ------------------ | ------------------ | ------------------ | ------------------ | ------------------ | ------------------ | ------------------ | ------------------ | ------------------ |
| 1857               | 1869               | 1880               | 1890               | 1900               | 1910               | 1921               | 1931               | 1948               | 1953               | 1961               | 1971               | 1981               | 1991               | 2001               | 2011               |
| 1.044              | 1.182              | 1.249              | 1.339              | 1.600              | 1.775              | 1.663              | 1.710              | 1.827              | 2.017              | 2.206              | 2.370              | 1.978              | 1.674              | 1.078              | 1.112              |

## Nevezetességei
- Szent György vértanú tiszteletére szentelt plébániatemploma[7] 1700 körül épült a falu temetőjében, idővel azonban romos állapotba került. Mára csak alapfalak maradtak belőle. 1845-ben a régi templomtól északra a temető északi oldalán felépítették az új plébániatemplomot. Több alkalommal újították, így 1902 és 1909 között, 1931-ben, 1961-ben és 1977-ben. Egyszerű épület volt apszissal és harangtoronnyal. Három márvány oltárát a 20. század elején készítették. Főoltárképét, mely védőszentjét ábrázolja 1868-ban festette Antonio Zuccaro. A másik két oltár a szeplőtelen fogantatás és Szent Antal tiszteletére volt szentelve.[4] A templom belső festését 1931-ben Mladen Plečko készítette, 1977-ben ezt is megújították. 1964-ben a templom körüli területet rendezték és a közútig lépcsőket építettek. Közvetlenül a délszláv háború előtt épült a 26 méter magas harangtorony. 1991. október 14-én a falut elfoglaló szerb felkelők a templomot teljesen lerombolták.[4] Az újjáépítés 1996. február 14-én kezdődött a lerombolt templom alapjain. Míg a régi templom falai kőből épültek, az újat már téglából, kórusát betonból építették. A templomot két szobor díszíti, Szűz Mária (fából faragott tiroli munka) és Szent Antal szobrai. A templom mellé épített új harangtoronyban három harang található. A nagyharangot egy bilišanei szerb házban, a régi kisharangot Kistanjén találták meg. A templomot 2001-ben szentelte fel Ivan Prenđa érsek.[3]
- Bukovac nevű településrészén, a plébániatemplomtól mintegy 6 km-re keletre áll az 1874-ben épített Szeplőtelen fogantatás templom benne a Szűzanya szobrával. A délszláv háború idején a templom gránáttalálatot kapott, de később sérüléseit kijavították.[2]
- Clambetae liburn-római erődjének maradványai. A romok között még felismerhetők az egykori utcakövek, egy Mars templom, a fürdő alapfalai, valamint különböző feliratok és faragott kövek töredékei.[8]